# Kamienista (Kotlina Jeleniogórska)
Kamienista (niem. Audienz-Berg, 412 m n.p.m.) – wzniesienie w południowo-zachodniej Polsce, w Jeleniej Górze, w północnej części Kotliny Jeleniogórskiej, w północnej części Wzgórz Łomnickich.

## Położenie
Wzniesienie położone w północnej części Kotliny Jeleniogórskiej, na północnym skraju Wzgórz Łomnickich, około 500 m na południe od dworca kolejowego w Jeleniej Górze. Na północy łączy się z Parkową, na południu ze Wzgórzem Partyzantów.

## Opis
Kamienista jest niezbyt wysokim wzniesieniem Wzgórz Łomnickich, w ich północnej części. Zbocza są nizbyt strome, a wierzchołek szpiczasty, ze skałkami.

## Budowa geologiczna
Wzniesienie zbudowane z granitów karkonoskich w odmianie porfirowatej, średnio- i gruboziarnistych, z wkładkami granitów szlirowatych, uformowane w wyniku ich selektywnego wietrzenia. Na szczycie i zboczach występują liczne, niewielkie granitowe skałki oraz bloki. Na niektórych skałkach widoczne są ciekawe formy wietrzenia granitu, m.in. kociołki wietrzeniowe.

## Roślinność i zagospodarowanie
Szczytowe partie wzniesienia pokrywają lasy i zagajniki, częściowo o charakterze parkowym, ale ze wszystkich stron wkracza zabudowa willowa Jeleniej Góry.

## Turystyka
Przez szczyt Kamienistej, obok skałek, przechodzi szlak turystyczny:
- żółty – prowadzący od dworca w Jeleniej Górze do Sosnówki przez Czarne, Witoszę, Staniszów i Grodną.